# Miquel Florensa i Artigues
Miquel Florensa i Artigues nasqué el 21 de desembre de 1833 a Tàrrega i traspassà a finals de febrer del 1900.

## Biografia
Fill d'Antoni Florensa i Mas, de cal Bitxo de Tàrrega, sabater, i de Maria Artigues i Segura. Miquel Florensa es va casar amb Calamanda Candàlia i Gener (1840-1900), nascuda a Tàrrega el 3 de maig de 1840, filla de Jaume Candàlia —o Candàliga, tal com es troba escrit en alguns manuals parroquials—, sastre, i de Rosa Gomà, tots de Tàrrega. L'esposa treballà de modista al carrer Ponent. El matrimoni va infantar quatre fills. Antoni Florensa i Artigues exercia l'ofici de sabater i va ser regidor de la vila entre els anys 1865 i 1867. El 1886, era prior de la congregació de la Mare de Déu dels Dolors de Tàrrega, i va encarregar a l'escultor Cañelles de Barcelona, el Sant Crist que tots els anys era portat a les processons del Viacrucis i de la nit de Divendres Sant. Antoni Florensa formava part del Partit Conservador a Tàrrega. Durant la crisi de La Electra Urgelense fou membre de l'últim Ajuntament conservador presidit per Isidre Nicolau Carreño (Tàrrega, 1845-1918). També va participar en la Junta Municipal d'Associats del 1901.
Miquel Florensa i Artigues va ser mestre de capella-organista de la parròquia de Santa Maria de l'Alba. Dirigí durant prop de quaranta anys una banda-orquestra i fundà una acadèmia de múltiples enginys. Probablement, havia estat el professor de Josep Güell i Guillaumet. Entre el repertori dels manuscrits musicals del fons del seu fill Ramon, es conserven diverses referències que fan palesa la bona relació que existia entre els músics targarins d'aquella època. N'és un testimoni la inscripció que apareix en un Ms: “Dedicado al inteligente director D. Miguel Florensa / su amigo / Ignacio Maymó”.
Entre els anys 1885 i 1896, a ran de la seva assumpció del magisteri musical de la parroquial, Miquel Florensa rebia el seu sou per la música de les misses de les principals festivitats de l'any, que eren vuit, les passions, processons i Viacrucis de Setmana Santa, les primeres comunions, i les novenes ordinàries del Sagrat Cor de Maria, Ànimes i Concepció. Altrament, en un dels llibres de comptes de l'Arxiu Parroquial, es fa palès el pagament a Miquel Florensa per les músiques de l'Octavari, el Septenari i la festa del Dolors, el Viacrucis i les Completes, entre els anys 1882 i 1898. En els esborranys de comptes dels anys 1888 a 1894 hi consten una sèrie de pagaments a Miquel Florensa en qualitat de “director de música”, per la direcció del Rèquiem, música i “palmas” de la festa i octava del Corpus, les gaites de la Festa Major, la música a les festes de la Puríssima, les processons de Setmana Santa i Viacrucis, la música de la festa de Sant Roc, la festa de Corpus, i els honoraris de la música per la festa de la presa d'aigua del Canal, entre d'altres.
Durant el primer trimestre de 1893-1894 va ser gratificat per l'ensenyament gratuït a quatre alumnes pobres. Miquel i Ramon Florensa apareixen junts en l'exercici econòmic comprès entre els anys 1893-1894 i 1897-1898. El primer assumia la música de les festes cíviques i religioses, mentre el segon es feia càrrec de l'ensenyament dels alumnes pobres de la ciutat.
Des de la dècada de 1890, Miquel Florensa tenia una orquestra que actuava en les festes de Tàrrega —Mare de Déu del Carme, Sant Roc, Sagrat Cor i Festa Major— i també ho feia en les dels pobles de la comarca, acompanyant els oficis i animant les vetllades musicals que se celebraven a la rectoria. Formaven part d'aquell conjunt orquestral els joves Josep M. Llobet, Josep Güell i Emili Beleta, els quals participaren en la formació de la Societat Lírica Carnicer, fet pel qual l'orquestra de Miquel Florensa podria ser considerada com un precedent de la Societat Lírica Carnicer.
La seva vessant de director d'orquestra no fou, però, ben rebuda en els medis eclesiàstics de la ciutat. Miquel Florensa havia estat nomenat organista i mestre de capella de la parròquia, pel rector i la comunitat de preveres el 24 de gener de 1883, amb motiu de l'absència en el magisteri d'Andreu Gené, el qual havia marxat de la vila el 18 de gener. Pocs mesos després, es produïren discussions  entre Miquel Florensa i el rector a la sagristia de l'església de la Mercè, el qual li negà la clau de l'harmònium per tocar durant el Viacrucis i les festivitats de Quaresma i Setmana Santa, excusant-se en què la part musical ja havia estat encomanada. Efectivament, el rector organitzà una petita capella a l'església de la Mercè, sota la direcció de l'organista Ramon Nicolau i Carreño, el qual fou admès a la Mercè amb la condició de no acollir dins la capella cap dels músics que participaven en les músiques de ball i festa major. Per la seva banda, Andreu Gené renuncià al titularitat del magisteri de la parròquia el 6 de gener del 1891, motiu pel qual el rector i la comunitat de preveres decidiren llavors concedir el càrrec a Ramon Florensa, fill de Miquel Florensa:
```
“Que con fecha de 18 de Enero de 1883 con motivo de hallándose ausente con licencia del M. S. Sr Vicario Capr. el propio obtentor del manejo del Órgano y maestro de Capilla el Rdo D. Andres Gené, el Rdo Curaparroco y Rdo Comunidad acordaron que D. Miguel Florensa después de repetidas instancias, se encargase de tocar el órgano según la medida de su capacidad y por falta de otro mas apto y el M. J. Sr. Dr. D. Ramon Casals, Vicario Capr. autorizó y confirmó dicha elección como consta de los nombramientos tanto de 24 de Enero, como de 1º de Febrero del propio año que pueden presentarse siempre que convenga con cuyos documentos se acredita que el referido Sor Florensa fue nombrado no solo organista, sino también maestro de Capilla de todas las iglesias de esta población y sin retribución alguna exigida por el mencionado sustituto durante todo el tiempo de la ausencia del Rdo Sor Gené".
[
1
]
```

```
"Que en 6 de Enero de 1891 habiendo quedado vacante el cargo de organista y maestro de capilla de esta iglesia parroquial por renuncia del propio Obtentor el repetido D. Andrés Gené, el M. J. S. Vicario Capitular, visto el informe del Rdo Sor Curaparroco y Rda Comunidad y en atención á la idoneidad y suficiencia del joven D. Ramon Florensa Candalia Clerigo de esta ciudad, y ne siendo providenciar lo conveniente al esplendor del culto y mejor servicio de las funciones religiosas de toda la parroquia le nombro y refuto Organista y maestro de capilla de la repetida iglesia parroquial con los derechos y preeminencias á dicho cargo pertenecientes; siendo de advertir que desde el año 1883 hasta la actualidad ha venido observándose una costumbre del todo contraria á aquella otra costumbre de tiempo inmemorial de que se hace tanto alarde es la instancia que antecede y respetándose la disposición del Superior ecco a pesar de las presentaciones del director de otra orquesta con que intentaba menoscabar los derechos y preeminencia del propio maestro de capilla valiéndose de medios los mas indignos para ser aquel preferido”.
[
1
]
```

El diari local El Aguila Tarregense va publicar la seva necrologia amb uns breus apunts biogràfics: 
“A raders del passat més, s'efectuá l'enterro del qui fou en vida nostre molt volgut amich, el molt conegut mestre de música D. Miquel Florensa y Artigues. Ere un caràcter plé de bondat que’s feye estminar de tothom qui’l tractés, per sa estremada honradesa y infantil humilitat; però pel camí d'aquesta trista vida també hi trová argelaguers criats per la malehida enveija —que fins en los vergers més purs arriba á fer eixir punxes—, que’l punyiren més d'un cop, per més que al estroncarse la sanch de ses ferides ja oblidava, perque en aquell cor no hi eren durables los rencors. Després de més de quaranta anys de ser director d'orquestra en aquestá població, s'havia fitat sa imaginació en véurer á son fill assentat á la cadira del orga de la Parroquial ab lo trajo de Sacerdot; això lográ, però la inmensa satisfacció que li feu sentir, lo precipità á la fossa sens poguer arribar á veurer lo que ab tan anhel esperava, la celebració de la primera missa. L'home proposa i Déu disposa. Se li tributá un enterro com pochs n'hem vist en aquesta localitat; á més de la numerosissima concurrencia que acudí al dol, hi concorregueren la banda que dirigeix D. Salvadó Pijuan executant escullides marxes, la Urgellesa composta de companys y deixebles del finat, ab atxas y’ls que componen la Societat Lírica Carnicer sostenint les negres glasses que penjavan del féretre, al qual hi havían dues hermoses corones: una ab el nom de la esmentada Societat Lírica y l'altra ab la inscripció de Els músichs al Mestre. Unim nostre condol al de Mossen Ramon y demés jermans per tant sensible pérdua, que no ha de ser poch, ja que feya poch més d'un mes que sa bona Mare havia emprés lo camí de la Eternitat y no nolvidarém en nostres oracions les ànimes de persones tan volgudes. Al cel sían.”.

## Obres
Es conserven un total de 66 obres a l'Arxiu Comarcal de l'Urgell, a Tàrrega. Podem consultar totes les seves composicions a l'IFMuC.
En conservem les següents obres (algunes incompletes):
| Avemaria    | 5  |
| Goigs       | 16 |
| Himnes      | 4  |
| ----------- | -- |
| Misses      | 5  |
| Motets      | 2  |
| Parenostres | 9  |
| Passdoble   | 3  |
| Rosaris     | 4  |
| Trisagis    | 4  |

Entre aquest grup d'obres destacat també podem trobar Següències, Polques, Stabat Mater, Salves, una Lamentació, una peça per Cor i diverses Cobles.